# Codificació 3D
La codificació 3D és una de les etapes del processament de vídeo necessàries per a representar contingut audiovisual estereoscòpic.
Cal no confondre el terme amb codificació estereoscòpica. Aquest últim fa referència a les tècniques de codificació que permeten crear una il·lusió tridimensional a partir de les imatges provinents de dues càmeres diferents, mentre que el primer permet fer-ho d'altres formes.

## Motivació
Tradicionalment, el contingut audiovisual en vídeo ha estat condicionat a la clàssica representació del model en 2D, directament relacionat amb tècniques de codificació híbrides com l'estimació de moviment o el block mathcing. No obstant això, degut al ràpid avanç de la tecnologia i la demanda de mercat (l'espectador espera que el vídeo sigui una experiència equiparable el més possible a la seva realitat, màxima versemblança), la tendència actual ve associada al model en 3D.
El model 3D de vídeo permet crear una il·lusió de profunditat al cervell de l'usuari respecte al que ofereix el model actual. Això s'aconsegueix bàsicament a través de dues formes: 
- El vídeo en 3D (3DV), també conegut com a televisió estèreo, que permet representar vídeo amb informació de profunditat.
- El Free Viewpoint Television (FTV), que permet la selecció aribitrària del punt des d'on es projecta la imatge i la direcció a través de l'escena.

## Visió general

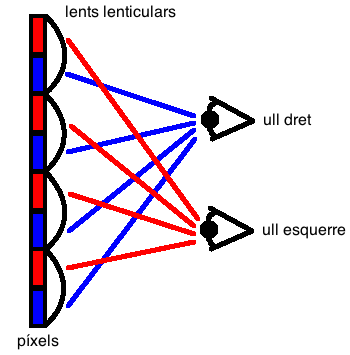
La distribució dels píxels de la projecció del vídeo en els dispositius autoestereoscòpics permet crear una il·lusió de 3D sense necessitat d'ulleres Anaglyph.

Cada ull té una percepció diferent d'una mateixa escena i és el cervell l'encarregat de combinar la informació per a obtenir una única imatge amb sensació de tres dimensions (textura, distància, profunditat...).
Fins ara, no s'havia aconseguit que el vídeo en 3D destaqués gaire, degut a la dificultat de codificar les imatges de forma que es pogués resoldre el problema de la disparitat binocular i la necessitat de portar ulleres Anaglyph per a resoldre'l.
Actualment, aquest té diverses alternatives:
- Cascos de realitat virtual.
- Dispositius 3DV.
  - Multiplexació de polaritats.
  - Multiplexació en temps.
- Dispositius autoestereoscòpics (per exemple un FTV de 9 vistes).

## Estàndards
L'objectiu, doncs, dels estàndards de codificació 3D, és crear una representació (basada en imatge i geometria) que permeti funcionalitats 3DV i FTV.
Aquests haurien de permetre treballar amb:
- Mosaics i panorames.
- Multivistes.
- Multivistes amb profunditat.
- Profunditat de vídeo a capes (Layered Video Depth - LVD).[3]
- Punts 3D i fragmentació de vídeo.
- Mapeig de textures de vídeo.
- Models de xarxes 3D.

Actualment, MPEG és l'única organització que defineix un conjunt de normes per a representar seqüències multivistes (MVC), a través d'eines de codificació estàndard (mitjançant l'ús de trames I, B, P jeràrquiques i també de l'estimació de moviment del block matching) i de l'explotació de redundància entre les diferents vistes de càmera.

## Potencial de mercat
El desenvolupament de les tècniques de codificació pot crear un ampli mercat d'equipament necessari (tant a la banda de producció com la d'usuari) i contingut en un futur pròxim; per exemple, dispositius 3D, receptors de televisió i decodificadors (STB), equipament per a l'adquisició...
D'altra banda, el mercat de consum requereix la interoperabilitat dels sistemes, motiu pel qual es necessitaran també nous formats estàndard per a la codificació de contingut.